# Monika Sozanska
Monika Sozanska (n. 13 martie 1983, Bolesławiec, Republica Populară Polonă, Polonia) este o scrimeră germană de origine poloneză, specializată pe spadă. A fost laureată cu argint pe echipe la Campionatul Mondial de Scrimă din 2010, după ce Germania a fost învinsă de România în finală.
La Jocurile Olimpice din 2012 de la Londra, a trecut la o tușă de rusoaica Violetta Kolobova în turul întâi probei individuale, dar a pierdut în turul următor cu sud-coreeanca Shin A-lam. La proba pe echipe, Germania a fost învinsă de China, care a câștigat medalia de aur în cele din urma, și s-a clasat pe locul 5 după meciurile de clasare.
S-a apucat de scrimă pentru să urmeze pașii tatălui ei, Piotr Sozanski, un fost scrimer de performanță devenit maestru de scrimă. La vârsta de 11 ani s-a mutat cu familia în orașul german Weinstadt, unde tatăl său avea să ocupe un post de antrenor. A obținut cetatenie germană în anul 2004.

## Legături externe
- de  en  monika-sozanska.de, site-ul oficial Monikai Sozanska
- de  Prezentare la Federația Germană de Scrimă
- en  Prezentare Arhivat în 3 noiembrie 2014, la Archive.is la Confederația Europeană de Scrimă
- en Monika Sozanska la Olympedia.org